# Iglesia de San Juan (Villaumbrales)
La iglesia de San Juan es un templo religioso bajo la advocación de San Juan en la localidad de Villaumbrales, en la provincia de Palencia, comunidad autónoma de Castilla y León, en España.
Fue construido en el siglo XIII en piedra y ladrillo. Cuenta con amplias reformas renacentistas en el siglo XVI, y sobre todo barrocas, en torno al año 1700. 

## Descripción
Consta de una sola nave crucero, con columnas adosadas que soportan arcos apuntados, cubriéndose con bóvedas de arista en la nave y en el brazo derecho del crucero, de crucería estrellada en el brazo izquierdo, y cúpula rebajada en el centro. La capilla mayor se cubre con bóveda de cañón con lunetos.
La sacristía, adosada a la nave, lado de la epístola, lleva encima de ella otra planta para servicios. El coro, en alto, a los pies.
La portada principal, adosada a la nave, lado de la epístola decorada, gótica, siglo XIII, con tres arquivoltas apuntadas, protegida por un pórtico apoyado en tres esbeltas columnas, cubierta con artesonado. Lleva otra sencilla portada, situada frente a ésta, adosada a la nave, lado del evangelio. La torre, de piedra, de cuatro cuerpos, a los pies.